# Gaudichaudia implexa
Gaudichaudia implexa là một loài thực vật có hoa trong họ Malpighiaceae. Loài này được S.L.Jessup mô tả khoa học đầu tiên năm 2002.